# تحالف القضاء على نفايات البلاستيك
تحالف القضاء على نفايات البلاستيك (اختصارًا AEPW) هي منظمة غير حكومية وغير ربحية تأسست وتم تمويلها من قبل الصناعة ومقرها سنغافورة. تم إطلاق التحالف في عام 2019 بهدف تطوير ونشر وتوسيع نطاق الحلول المستدامة لتقليل وإدارة النفايات البلاستيكية، وخاصة في المحيط. من خلال تعزيز التعاون والابتكار والاستثمار، تسعى المنظمة إلى إنشاء اقتصاد دائري للبلاستيك، مما يضمن استخدامها وإعادة استخدامها وإعادة تدويرها بشكل مسؤول، وتستند هذه الحلول إلى الركائز الاستراتيجية الأربعة لـلمنظمة: البنية التحتية، والابتكار، والتعليم والمشاركة، والتنظيف.  تتعاون المنظمة مع المجلس الاقتصادي العالمي للتنمية المستدامة كشريك استراتيجي وبرنامج الأمم المتحدة للبيئة. تعرضت المجموعة لانتقادات واسعة النطاق باعتبارها مبادرة لتبييض البيئة ولم تحقق أهدافها الطموحة فيما يتعلق بتنظيف البلاستيك، واستخدام قوتها في الضغط لمنع تنظيم البلاستيك.

## المبادرات
وعدت المنظمة بإنفاق 1.5 مليار دولار بحلول عام 2024 للحد من التلوث البلاستيكي وزيادة جهود إعادة التدوير. في سبتمبر 2020، أعلنت المجموعة أنها أنفقت 400 مليون دولار أمريكي على مشاريع في جنوب شرق آسيا وأفريقيا والهند، وفي نوفمبر 2019، دخلت المجموعة في شراكة مع برنامج Renew Oceans لتنظيف البلاستيك في نهر الجانج. في أكتوبر 2020، توقف البرنامج عن العمل، ويرجع ذلك جزئيًا إلى التحديات التي فرضتها جائحة كوفيد-19. في عام 2022، دخلت المجموعة في شراكة مع بنك البلاستيك لإطلاق برنامج Ocean Steward التعليمي بهدف تشجيع الأطفال على إحضار النفايات البلاستيكية الموجودة في منازلهم إلى فروع جمع البلاستيك في المدرسة.

## العضوية والتعاون
يتألف التحالف لإنهاء النفايات البلاستيكية من أكثر من 80 منظمة عضوًا، بما في ذلك بعض الشركات الرائدة عالميًا في قطاعات المواد الكيميائية والبلاستيك والسلع الاستهلاكية وإدارة النفايات. ويلتزم هؤلاء الأعضاء باستثمار مواردهم وخبراتهم وقدراتهم لتعزيز مهمة التحالف. ومن بين الأعضاء البارزين في المنظمة:
1. باسف
2. داو
3. إكسون موبيل
4. بروكتر آند جامبل
5. السويس
6. فيوليا

## النقد
تعرضت المجموعة لانتقادات بسبب الترويج لتقليص النفايات البلاستيكية بدلاً من تقليص إنتاج البلاستيك. علاوة على ذلك، فإن هدف إعادة التدوير لمدة خمس سنوات البالغ 15 مليون طن لا يمثل سوى 0.8% من إنتاج 1.8 مليار طن من النفايات البلاستيكية، وكان إعادة التدوير الفعلي للنفايات البلاستيكية خلال الفترة 2019-2021 4 آلاف طن فقط، مقارنة بالهدف لمدة ثلاث سنوات البالغ 9 ملايين طن.